# Lyon Playfair (1er baron Playfair)
Pour les articles homonymes, voir Playfair.
Lyon Playfair, 1er baron Playfair (1er mai 1818-29 mai 1898) est un scientifique britannique et un homme politique libéral.

## Jeunesse
Il est né à Chunar, au Bengale, fils de George Playfair (1782-1846), inspecteur général des hôpitaux de cette région, et de Janet Ross (1795-1862), fille de John Ross. La famille est assez bourgeoise avec de solides racines académiques à l'université de St Andrews (son grand-père est le professeur James Playfair). Tous les frères et sœurs de Playfair ont été renvoyés en Écosse pour éviter les dangers d'une éducation indienne. Il est nommé d'après son oncle, Sir Hugh Lyon Playfair, et fait ses études à l'université de St Andrews, à l'université de Strathclyde de Glasgow et à l'université d'Édimbourg. Après être allé à Calcutta à la fin de 1837, il est devenu assistant de laboratoire privé de Thomas Graham à l'University College de Londres et, en 1839, il travaille sous la direction de Justus von Liebig à l'université de Giessen.

## Début de carrière
Après son retour en Grande-Bretagne, Playfair devient directeur d'une usine de calicot à Primrose, près de Clitheroe, et en 1843 est nommé professeur de chimie à la Royal Manchester Institution, où il est assisté de Robert Angus Smith. Deux ans plus tard, il est nommé chimiste à la British Geological Survey, puis devient professeur à la nouvelle Royal School of Mines. En 1848, il est élu à la Royal Society et, trois ans plus tard, il est nommé commissaire spécial et membre du comité exécutif de l'Exposition universelle de 1851.
Après l'exposition, la Royal Society of Arts organise une série de conférences pour attirer l'attention sur les leçons à tirer de l'exposition. Les deux conférences de Playfair sont consacrées à l'enseignement technique, qu'il considère en Grande-Bretagne comme impropre à un monde de plus en plus compétitif. En préparation de ses conférences, Playfair visite la France, les Pays-Bas, la Belgique, l'Allemagne, l'Autriche et la Scandinavie pour étudier leurs systèmes éducatifs. Sa première conférence est prononcée à l'École des mines, sous le titre Instruction industrielle sur le continent, et est publiée dans les Archives de l'École des mines. Cela suscite un grand intérêt public et Playfair prétend plus tard qu'il a donné une impulsion considérable à l'enseignement technique en Grande-Bretagne, le gouvernement créant le Département des sciences et des arts peu de temps après.
Nommé compagnon de l'ordre du Bain, Playfair devient également Gentleman Usher deu Prince Albert et, en 1853, est nommé secrétaire du département des sciences, à ce titre, il prône l'utilisation de gaz toxique contre les Russes pendant la guerre de Crimée. En 1855, il est commissaire de l'Exposition universelle de 1855, et deux ans plus tard est devenu président de la Chemical Society, retournant finalement à l'Université d'Édimbourg en 1858 en tant que professeur de chimie. En 1859, il est élu membre de la Royal Society of Edinburgh, son proposant étant James David Forbes. Il est vice-président de la Société de 1864 à 1870.

## Carrière politique
En 1868, Playfair est élu député libéral des universités d'Édimbourg et de St Andrews, et devient membre du Conseil privé et nommé maître de poste dans le gouvernement de Gladstone en 1873. Les libéraux ont perdu le pouvoir au début de 1874, mais à leur retour au pouvoir en 1880, Playfair est nommé président des voies et moyens et vice-président de la Chambre des communes, occupant ces postes jusqu'en 1883, date à laquelle il est créé chevalier commandant de l'ordre du Bain. Il est ensuite président de la British Science Association en 1885. En février 1886, il est retourné au gouvernement en tant que vice-président de la commission de l'éducation sous Gladstone, poste qu'il occupe jusqu'à la chute du gouvernement en juillet de la même année. Il est devenu membre du conseil du duché de Cornouailles en 1889.
En novembre 1887, une réunion de l'Union nationale des associations conservatrices et constitutionnelles tenue à Oxford adopte une résolution appelant au commerce équitable (une forme de protectionnisme). Le mois suivant, Playfair défend le libre-échange dans un discours à Leeds, qui est publié par le Cobden Club sous le titre "Sur le commerce équitable et la dépression dans l'agriculture". Il affirme ensuite que ce dépliant s'est vendu à environ 100 000 exemplaires. Le militant vétéran du libre-échange, John Bright, écrit à Playfair et déclare que son discours est « l'un des meilleurs, sinon le meilleur, prononcé sur la question. »
Playfair prononce un discours au City Liberal Club de Londres, où il affirme que les dépressions économiques ne sont pas dues à des arrangements fiscaux mais sont universelles et synchrones dans tous les pays industrialisés. Les progrès de la science, tels que l'amélioration des transports et la substitution de la machine au travail manuel, ont abaissé la valeur du travail de quantité et augmenté la valeur du travail de qualité. Playfair affirme que cela a entraîné une dislocation du travail. Il développe ce discours dans un article de The Contemporary Review de mars 1888. Par la suite, Playfair prononce un discours devant le National Liberal Club, qui est publié sous le titre "Sur la concurrence industrielle et la liberté commerciale" par le Cobden Club. Le chef du Parti libéral, William Ewart Gladstone, écrit à Playfair pour le remercier de son « admirable tract; si complet, clair, simple dans sa déclaration, riche en illustrations. »
Ayant représenté Leeds Sud depuis 1885, Playfair quitte la Chambre des communes en 1892 et est anobli en tant que baron Playfair, de St Andrews dans le comté de Fife. Il est Lord-in-waiting (whip du gouvernement à la Chambre des lords) sous Gladstone puis Lord Rosebery entre 1892 et 1895. Il est fait chevalier grand-croix de l'ordre du Bain en 1895 et reçoit la médaille d'or Harben du Royal Institute of Public Health en 1897. Playfair est également connu pour promouvoir un nouveau système de chiffrement inventé par Charles Wheatstone, maintenant connu sous le nom de chiffre de Playfair.

## Famille

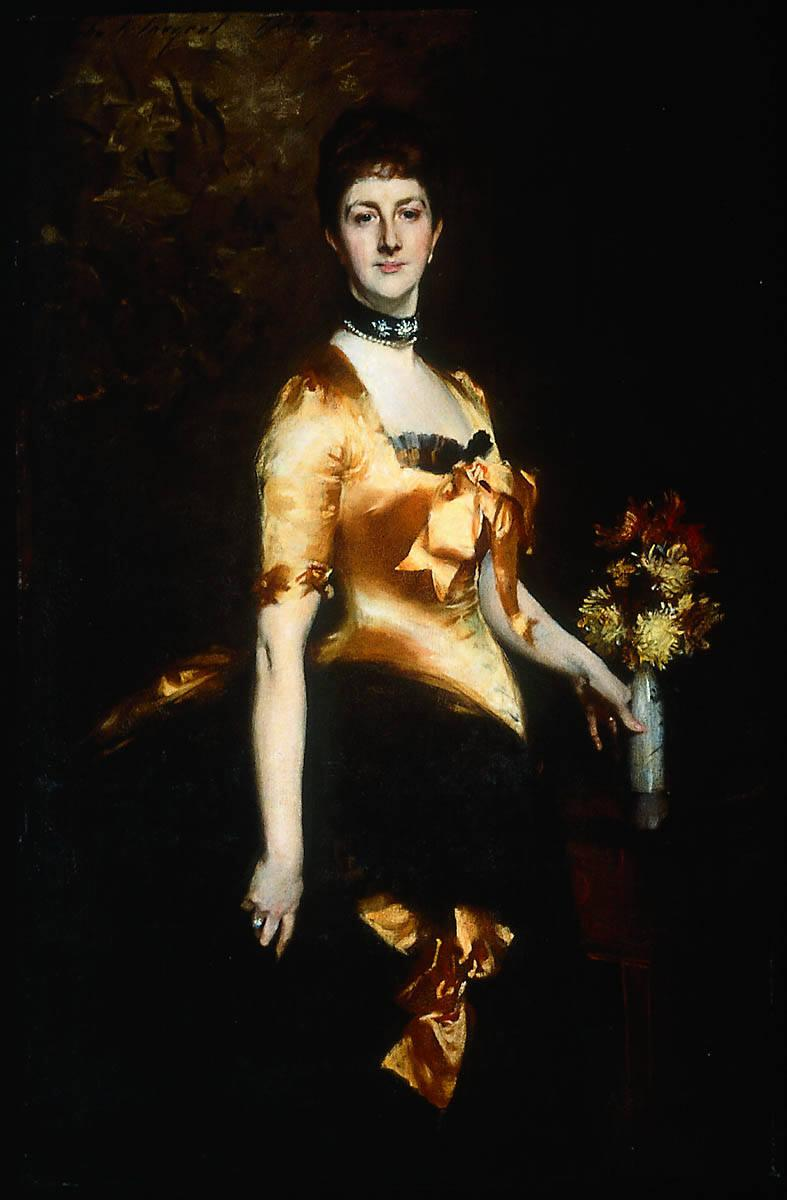
Edith, Lady Playfair (née Russell), John Singer Sargent, 1884

Son frère William Smoult Playfair est un obstétricien bien connu, et son autre frère Robert Lambert Playfair un soldat et un diplomate.
Playfair s'est marié trois fois. Il épouse Margaret Eliza Oakes, fille de James Oakes, en 1846. Après sa mort en août 1855, il épouse Jean Ann Millington, fille de Crawley Millington, en 1857. Il a des enfants des deux mariages. Jean Ann est décédé en 1877 et est enterrée au cimetière Dean d'Édimbourg face à la section connue sous le nom de "Lords Row". Après sa mort, il épouse Edith Russell de Boston, dont le portrait de 1884 se trouve au Boston Museum of Fine Arts.

## Héritage
Lord Playfair est décédé à son domicile à Onslow Gardens à South Kensington, Londres, en mai 1898, à l'âge de 80 ans. Son corps est ramené en Écosse, où il est enterré dans le cimetière oriental de St Andrews, vers l'angle nord-est. Son fils de son premier mariage, George James Playfair (1849-1939) lui succède comme baron, et est enterré à ses côtés.
Une fontaine commémorative est érigée à Playfair à St Andrews en 1899, sur un dessin de Robert Lorimer. La bibliothèque principale de l'Imperial College de Londres est à l'origine connue sous le nom de Lyon Playfair Library en son honneur, bien qu'elle soit maintenant simplement connue sous le nom de Central Library.